# Nicaragua a 2012. évi nyári olimpiai játékokon
Nicaragua a nagy-britanniai Londonban megrendezett 2012. évi nyári olimpiai játékok egyik részt vevő nemzete volt. Az országot az olimpián 4 sportágban 6 sportoló képviselte, akik érmet nem szereztek.

## Atlétika
Férfi

| Versenyző    | Versenyszám | Előfutam | Előfutam | Előfutam | Elődöntő | Elődöntő | Elődöntő | Döntő   | Döntő    |
| Versenyző    | Versenyszám | Idő      | Hely.    | Össz.    | Idő      | Hely.    | Össz.    | Idő     | Helyezés |
| ------------ | ----------- | -------- | -------- | -------- | -------- | -------- | -------- | ------- | -------- |
| Edgar Cortez | 800 m       | 1:58,99  | 7.       | 51.      | kiesett  | kiesett  | kiesett  | kiesett | kiesett  |

Női

| Versenyző      | Versenyszám | Előfutam | Előfutam | Előfutam | Elődöntő | Elődöntő | Elődöntő | Döntő   | Döntő    |
| Versenyző      | Versenyszám | Idő      | Hely.    | Össz.    | Idő      | Hely.    | Össz.    | Idő     | Helyezés |
| -------------- | ----------- | -------- | -------- | -------- | -------- | -------- | -------- | ------- | -------- |
| Ingrid Yahoska | 400 m       | 59,55    | 6.       | 42.      | kiesett  | kiesett  | kiesett  | kiesett | kiesett  |

## Ökölvívás
Férfi

| Versenyző   | Versenyszám  | Selejtező                     | Nyolcaddöntő                    | Negyeddöntő       | Elődöntő          | Döntő             | Helyezés |
| Versenyző   | Versenyszám  | Ellenfél Eredmény             | Ellenfél Eredmény               | Ellenfél Eredmény | Ellenfél Eredmény | Ellenfél Eredmény | Helyezés |
| ----------- | ------------ | ----------------------------- | ------------------------------- | ----------------- | ----------------- | ----------------- | -------- |
| Osmar Bravo | Félnehézsúly | Boško Drašković (MNE) · 16–11 | Olekszandr Hvozdik (UKR) · 6–18 | kiesett           | kiesett           | kiesett           | 9.       |

## Súlyemelés
Női

| Versenyző        | Versenyszám | Szakítás | Szakítás | Lökés    | Lökés    | Összesen | Helyezés |
| Versenyző        | Versenyszám | Eredmény | Helyezés | Eredmény | Helyezés | Összesen | Helyezés |
| ---------------- | ----------- | -------- | -------- | -------- | -------- | -------- | -------- |
| Lucia Castanyeda | 63 kg       | 79       | 9.       | 97       | 10.      | 176      | 9.       |

## Úszás
Férfi

| Versenyző  | Versenyszám | Előfutam | Előfutam | Előfutam | Elődöntő | Elődöntő | Elődöntő | Döntő   | Döntő    |
| Versenyző  | Versenyszám | Idő      | Hely.    | Össz.    | Idő      | Hely.    | Össz.    | Idő     | Helyezés |
| ---------- | ----------- | -------- | -------- | -------- | -------- | -------- | -------- | ------- | -------- |
| Omar Núñez | 100 m gyors | 57,11    | 7.       | 51.      | kiesett  | kiesett  | kiesett  | kiesett | kiesett  |

Női

| Versenyző           | Versenyszám    | Előfutam | Előfutam | Előfutam | Elődöntő | Elődöntő | Elődöntő | Döntő   | Döntő    |
| Versenyző           | Versenyszám    | Idő      | Hely.    | Össz.    | Idő      | Hely.    | Össz.    | Idő     | Helyezés |
| ------------------- | -------------- | -------- | -------- | -------- | -------- | -------- | -------- | ------- | -------- |
| Dalia Tórrez Zamora | 100 m pillangó | 1:05,42  | 7.       | 39.      | kiesett  | kiesett  | kiesett  | kiesett | kiesett  |